# Спенсер (Њујорк)
Спенсер (енгл. Spencer) град је у америчкој савезној држави Њујорк.

## Демографија
По попису из 2010. године број становника је 759, што је 28 (3,8%) становника више него 2000. године.
| Група             | 2000.       | 2010.       |
| Белци             | 713 (97,5%) | 718 (94,6%) |
| Афроамериканци    | 5 (0,7%)    | 16 (2,1%)   |
| Азијати           | 2 (0,3%)    | 3 (0,4%)    |
| Хиспаноамериканци | 4 (0,5%)    | 7 (0,9%)    |
| Укупно            | 731         | 759         |